# 앤 허친슨

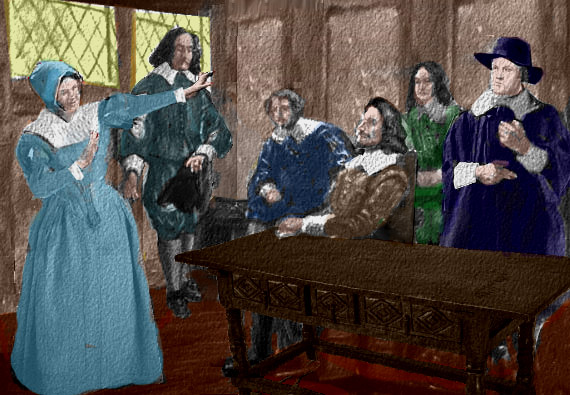
앤 허친슨의 재판 광경사진

앤 허친슨(Ann Hutchinson, 1591-1643)은 청교도 사이에서 일어난 율법폐기론 분쟁의 주요 인물이다. 그녀는 영국 링컨셔에서 신앙심있는 가정에서 자라서 존 코튼이 목회하는 교회를 다니다가 존 코튼이 매사츄세츠로 이민을 온 다음 해에 14명의 자녀를 데리고 이민을 왔다.
그 당시 청교도들이 은혜언약 대신에 행위언약을 가르치는 것에 항의하자, 그녀는 소송에 휘말려서 결국 교회에서 추방을 당해 로드 아일랜드로 갔으나 다시 한번 정죄 당한 뒤 현재의 브롱스 뉴욕으로 이사를 갔다. 그녀는 종교의 자유의 상징으로 여겨졌으며, 그녀가 남긴 시민의 자유와 종교적 관용의 정신은 국가적으로 보존되고 있다.
그녀는 종교와 교육을 분리하여 배우지 않아도 오직 성령에 의한 성경해석을 강조하였다. 그 결과 직통계시를 강조하여 정식적인 교육기관의 필요성을 인정하지 않고 모든 자연인이 직접 성경을 해석가능하다고 주장하였다. 이것은 신앙주의의 역사적인 좋은 예이다.
새뮤얼 루더포드는 그녀에 대하여 '미국의 이세벨'로 호칭할 정도로 율법폐기론적이라며 비판하였다.

## 같이 보기
- 기독교 평등주의
- WASP